# Свободное марксистское издательство
«Свобо́дное маркси́стское изда́тельство» — российское книжное издательство, специализирующееся на издании преимущество левой, антикапиталистической и критической литературы.

## Краткое описание
Издательство было основано в 2008 году поэтом, переводчиком и левым активистом Кириллом Медведевым. Хотя уже с 2007 года Кириллом Медведевым издавались брошюры под маркой «Свободного марксистского издательства».
Как отмечается на сайте издательства, его целью является «издание образцов, в первую очередь, марксистского анализа, а также левой, антикапиталистической мысли вообще и арт-рефлексий, связанных с ней». В интервью интернет-журналу «Рабкор.Ру» Кирилл Медведев отметил: «Хочется, чтобы издательство совмещало просвещенческую функцию с активистской. Представляло те теории, события, авторов, которые либо не известны у нас вообще, либо известны, но в искажённой — вульгарно-советской или антисоветской — версии. И чтобы это, с одной стороны, было поводом для диалога левых друг с другом, а с другой — постепенно изменяло все те дурные представления о социалистической истории и культуре, которые сложились в последние десятилетия».
На ноябрь 2010 года Свободным марксистским издательством выпущено около 20 книг и брошюр, в том числе первые в России брошюры современных левых теоретиков Терри Иглтона, Даниэля Бенсаида, Михаэля Леви и других. Совместно с альманахом «Транслит» издается книжная серия «Крафт».
Рецензии на брошюры, выходившие в издательстве, публиковались в ряде изданий, в частности, в журнале «Новое литературное обозрение», журнале рецензий «Пушкин», украинском журнале социальной критики «Спільне», портала «OpenSpace.ru», «Каспаров.ру» и других. Издательство принимало участие в нескольких книжных ярмарках в Москве и Новосибирске. Также в ряде городов проходили презентации брошюр, выпущенных издательством. В частности, 8 мая 2010 года в Москве прошла уличная презентация антологии стихотворений поэтов-участников Великой Отечественной войны «Трамвай идёт на фронт».
В 2008 году «Свободное марксистское издательство» было отмечено Премией имени Ильи Кормильцева «за нетривиальную по форме и прогрессивную по содержанию издательскую деятельность».

## Мнения об издательстве
Борис Куприянов, директор московского книжного магазина «Фаланстер»:

«Если мы говорим о протестном, левом искусстве, то критерии сопротивления художественными методами сформулировал Жан-Люк Годар: „Не снимайте политическое кино, а снимайте кино политически!“ На мой взгляд, лучшим современным примером социального искусства являются „Свободное марксистское издательство“ (художественно-просветительский проект Кирилла Медведева и группы левых активистов) и творчество группы „Ляпис Трубецкой“».
Антон Семикин, обозреватель интернет-издания «Каспаров.ру»:

«Наконец, следует сказать о Свободном марксистском издательстве, которое, несмотря на свою буквально таки крошечность (а может быть, благодаря ей?), безусловно, имеет своё оригинальное лицо, которое выделяет его из ряда прочих книгопечатных контор… Два кусочка картона, пяток скрепок на обложку и, громко говоря, переплет — но каков эффект при этом минимуме затрат! Минимализм, даже аскетизм оформления, простота и дешевизна материалов сочетаются с хорошим вкусом и стилем, что делает эти брошюры эстетически симпатичными и одновременно подчеркнуто суровыми, „пролетарскими“».
Вадим Ветерков, политический критик, член редколлегии интернет-издания «Актуальные комментарии», бывший пресс-секретарь движения «Наши»:

«Нельзя издавать поэзию в формате инструкции к китайскому пылесосу, равно как и делать степлерные скрепки элементом книжного оформления. Может быть, в „левом“ движении хэнд-мейд и пользуется уважением, но встающая перед глазами картина, когда „впередовцы“ ночами напролет степлерами, в мрачном подвале, при свете „лампочки Ильича“, степлерят тираж „Джунглей…“ вызывает только дрожь».
Алексей Цветков, контркультурный писатель, публицист, левый общественный деятель:

« … Вот почему для меня, например, так важно то, что делает Кирилл Медведев и „Свободное марксистское издательство“: оно выстраивает иной контекст, оно очень аскетично, радикально отказывается от лежащей на поверхности идеи — все гибридизировать и создать такое классное зрелище, в котором будет как можно больше „крутых“ элементов».

## Изданные брошюры
Ниже представлен список некоторых книг, изданных в Свободном марксистском издательстве:
- Пьер Паоло Пазолини. Почти завещание. Три текста 1975 года. — М.: 2007.
- Пьер Паоло Пазолини. «Компартия — молодёжи!» Стихотворение 1968 года и дискуссия о нём. — М.: 2008. — ISBN 978-5-98063-010-2.
- Жильбер Ашкар. 11 тезисов о возрождении исламского фундаментализма. — М.: 2008.
- «Да социализму, нет оккупации». Западные левые о «Пражской весне». — М.: 2008. — ISBN 978-5-98063-011-9
- Эрнест Мандель. Почему я марксист. — М.: 2008.
- Герберт Маркузе. Марксизм и феминизм. — М.: 2008.
- Терри Иглтон. Марксизм и литературная критика. — М.: 2009.
- Даниэль Бенсаид. Большевизм и 21 век. — М.: 2009. — ISBN 978-5-98063-019-5.
- Эдриан Митчелл. Джунгли любят тебя. — М.: 2010.
- Саймон Берман. От революционности к никчёмности: как классическая музыка потеряла свою аудиторию. — М.: 2010.
- Александр Резник. Троцкизм и Левая оппозиция в РКП(б) в 1923—1924 годы. — М.: 2010. — ISBN 978-5-98063-017-1.
- Борьба на два фронта. Жан-Люк Годар и группа Дзига Вертов. 1968—1972. — М.: 2010.
- «Трамвай идет на фронт». Стихи поэтов — участников Великой Отечественной войны. — М.: 2010.
- Славой Жижек. Против прав человека. — М.: 2010.
- Кристофер Шарретт. Марксизм и кинематограф. — М.: 2010.
- Александр Бренер. Обоссанный пистолет. — М.: 2010.
- Михаэль Леви. Отечество — или мать-Земля? — М.: 2010.
- Бертольт Брехт, Ханс Эйслер, Златан Дудов. Куле Вампе, или кому принадлежит мир? — М.: 2011.
- Эми М. Грин. Гарри Поттер: эксплуатация, дискриминация, угнетение. — М.: 2011.
- Алекс Каллиникос. Марксизм и литературная критика. — М.: 2011.
- Экосоциалистический манифест. — М.: 2011.
- Паоло Вирно, Кристина Кайндль, Спенсер Саншайн. Три текста о новом фашизме. — М.: 2011.
- НАТЕ! Юбилейный сборник стихов Маяковских чтений. — М.: 2011.
- Алексей Цветков. Поп-марксизм. — М.: 2011.
- Исаак Дойчер. Марксизм в наши времена. — М.: 2011.
- Андрей Манчук. Грани миграции. — М.: 2011.
- Мэтью Лайонс. Что такое фашизм? — М.: 2011.
- Интеллектуалы и арабская революция. — М.: 2011.
- Питер Бомер. Партисипаторный социализм. — М.: 2012.